# Національний траст

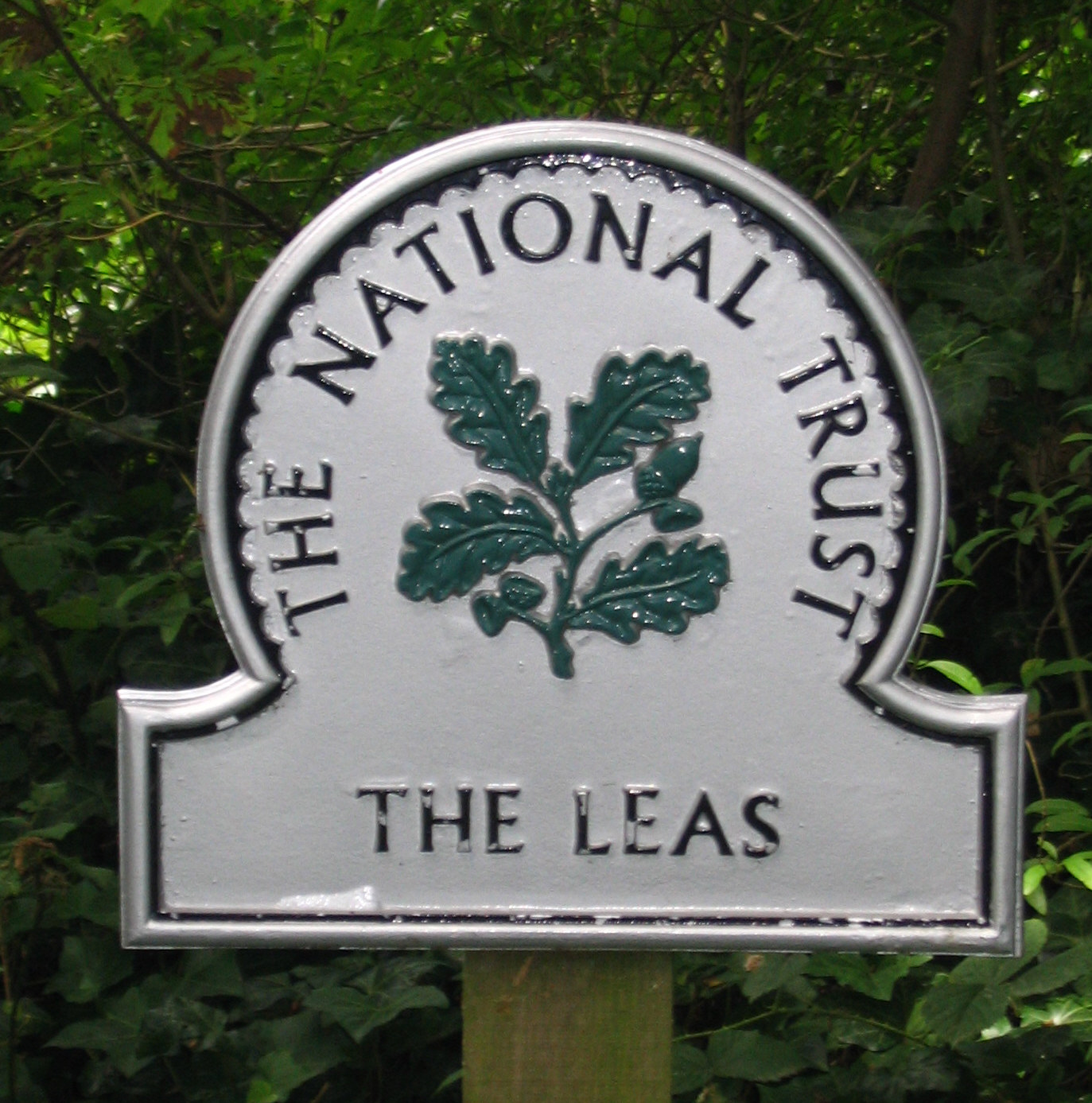
Гілка дуба, яка стала символом (логотипом) Національного трасту Великої Британії.

Національний траст (англ. National Trust for Places of Historic Interest or Natural Beauty) — скорочена назва національного неприбуткового товариства практичної охорони, збереження і ревіталізації пам'яток (історично чи мистецькі вартісних для країни і нащадків), а також місць природної краси. Повна назва товариства — Національний траст місць історичної значущості та природної краси.

## Траст або фонд. Історія створення

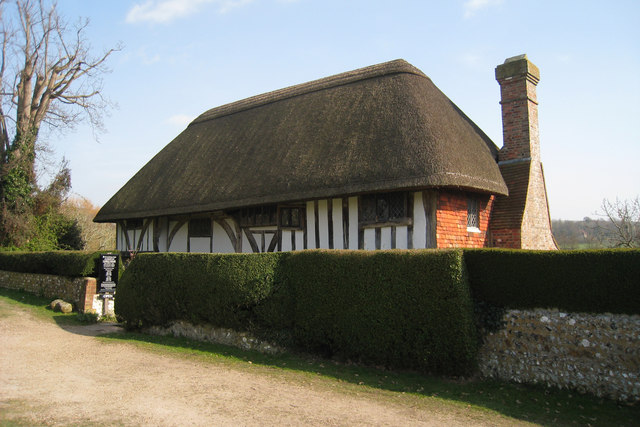
Першим придбанням Національного трасту був будинок священика в Елфристоні, датований 15 століттям, не схожий на палац.

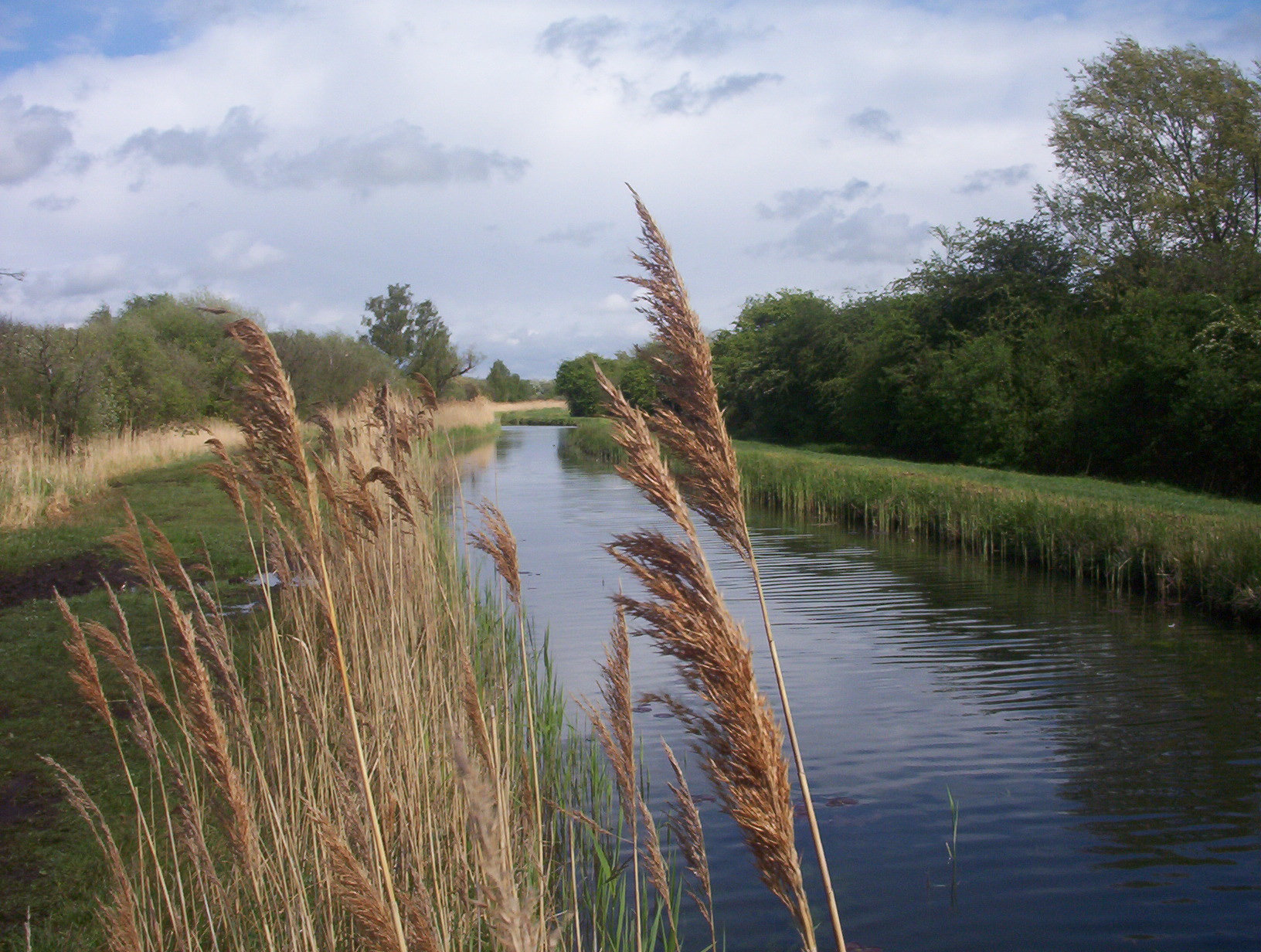
Природну пам'ятку Wicken Fen Національний траст придбав в 1899 році.

В юридичній термінології Великої Британії не використовують слово «фонд», а користуються терміном «траст», близьким за значенням.
Національний траст місць історичної значущості та природної краси виник з приватної ініціативи 12 січня 1894 року. За десятиліття існування та успішної діяльності охопив території самої Англії, Уельса, Північної Ірландії. На півночі сполученого королівства діяльно працює самостійний Національний траст Шотландії, праця якого тотожна.
Національний траст — неприбутковий і недержавний заклад, котрий всіляко сприяє виявленню, охороні і ревіталізації пам'яток національної спадщини, що мають історичну чи мистецьку вартість, а також сприяє збереженню пам'яток природи. Національний траст виник з ініціативи пані Октавії Хілл (1838—1912), відомій завдяки благодійній діяльності в країні в ХІХ ст. Серед перших фундаторів закладу також були сер Роберт Хантер (1844—1913) та священник Хардвік Кенон Равнслей (1851—1920). Аби підвищити довіру до новоствореного товариства, його діяльність підтримав представник аристократії Хью Гросвенор, 1-й герцог Вестмінстерський (1825—1899), що цікавився спортом і благодійністю більше, ніж політикою.
Національний траст має значне майно в країні, отримане не стільки купівлею, скільки отримане по заповітам. Адже в ХХ столітті британські володарі історичних і мистецькі вартісних споруд не змогли утримувати їх належним чином і передавали управлінцям (менеджерам) Національного трасту. Так Національний траст почав опікуватися збереженням, охороною та ревіталізацією історичних споруд, англійських садиб, садово-паркових ансамблів, окремих сільських садиб і навіть окремих інтер'єрів, що майже нечувана новина для пам'яткоохоронної діяльності в Україні.
Управління отриманими об'єктами має широкий діапазон втручання трасту — від повного управління до простого нагляду і охорони за індивідуальною домовленістю з власниками. Хто саме володіє історичною пам'яткою, для управлінців трасту — значення не має, бо управління оговорене законами країни. Траст, в юрисдикції якого перебувають історичні пам'ятки чи ансамблі, земельні ділянки чи окремі об'єкти, Закладені власниками чи вже придбані державою, не можуть бути продані трастом нікому. Кожна передача майна проходить через дозвіл парламенту, тобто власність — надійно захищена.

## Комерційна діяльність та благодійні внески
Національний траст не отримує державних коштів, але має право на комерційну діяльність та на благодійні внески. Головні надходження — від членських внесків осіб-членів Національного трасту. Одна особа має внести 40 фунтів стерлінгів на рік, якщо вся родина, то 73 фунтів стерлінгів (дані на 2006 рік).
Але членство в Національному трасті надає право відвідувати місця, котрі є в юрисдикції трасту, а для відвідувачів друкують практичний довідник та часопис про діяльність трасту, що активно оновлюють. Довіра до діяльності траста надзвичайна. Кількість членів Національного трасту Великої Британії досягла 3 500 000 осіб. Заохочують працю волонтерів по обслуговуванню відвідувачів пам'яток, безоплатну працю по прибиранню територій і навіть прокладанню шляхів до об'єктів Національного трасту. Підтримка трасту та його діяльності відокремлена від політичних уподобань.

## Найбільш відомі об'єкти Національного трасту
Більшість історичних і природних об'єктів, що в юрисдикції Національного трасту, розташовані не в центрах, а в заміських територіях та сільських регіонах, що робить їх більш вразливими від байдужості і руйнації місцевими мешканцями.
Ситуація суттєво нагадує ситуацію з пам'ятками в Україні, більшість яких виникла і розташована саме в заміських територіях та сільських регіонах, а не скупчена в Києві, Вінниці, Бучачі чи Львові, що нібито сприяє їх доглянутості та збереженню. Про це не скажеш, дивлячись на занедбаний стан провінційних пам'яток, серед яких опинились Підгорецький замок, садиби Хомутець, Старий Мерчик, палац і парк Леськове Даховський, садиба в Рудому Селі, майже всі середньовічні замки України, майже всі дерев'яні храми країни — унікальні сторінки національної культури, історії та архітектури. Серед провінційних пам'яток України пощастило хіба що палацу Розумовського в місті Батурин, але це нетиповий виняток.
- Гластонберійський схил
- Фаунтинське абатство
- Археологічна зона Саттон-Ху
- Палац і сади Стоу
- Замок Монтекют-хаус
- Замок Дрого
- Замок Лідс
- Садиба Клайвден 19 ст., еклектика
- Стоурхед
- Бельтон-хаус

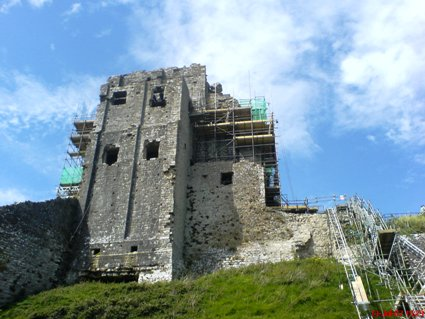
Замок Корфе, консервативні і відновлювані роботи.

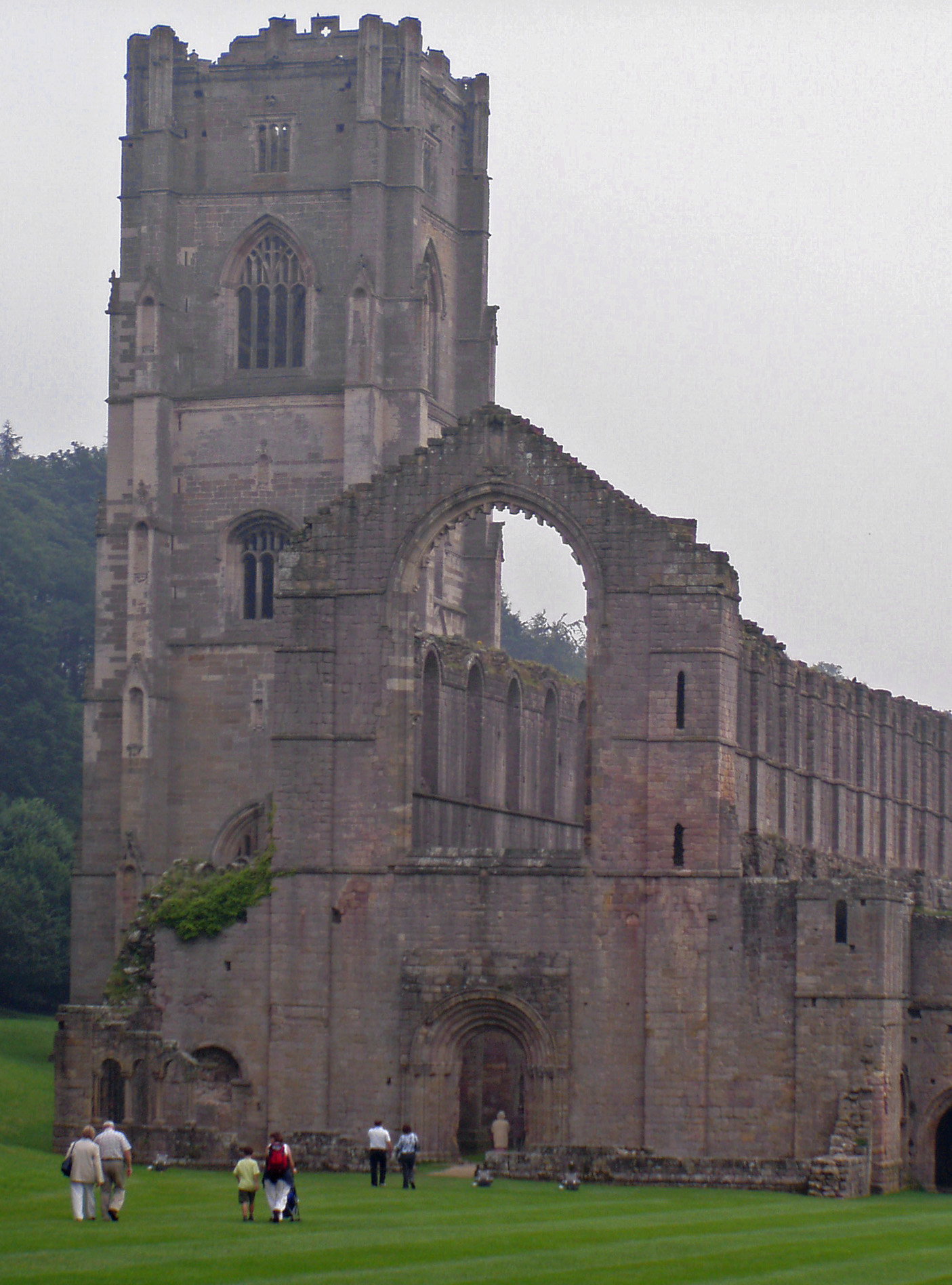
Фаунтинське абатство 12 століття, історичні руїни, Північний Йоркшир.

- Замок Хардвік-холл, доба маньєризму
- Садиба Кедлстон-холл, палладіанство
- Петуорт-хаус
- Палац Ноул-хаус, тюдорівська готика
- Замок Корфе та інші.

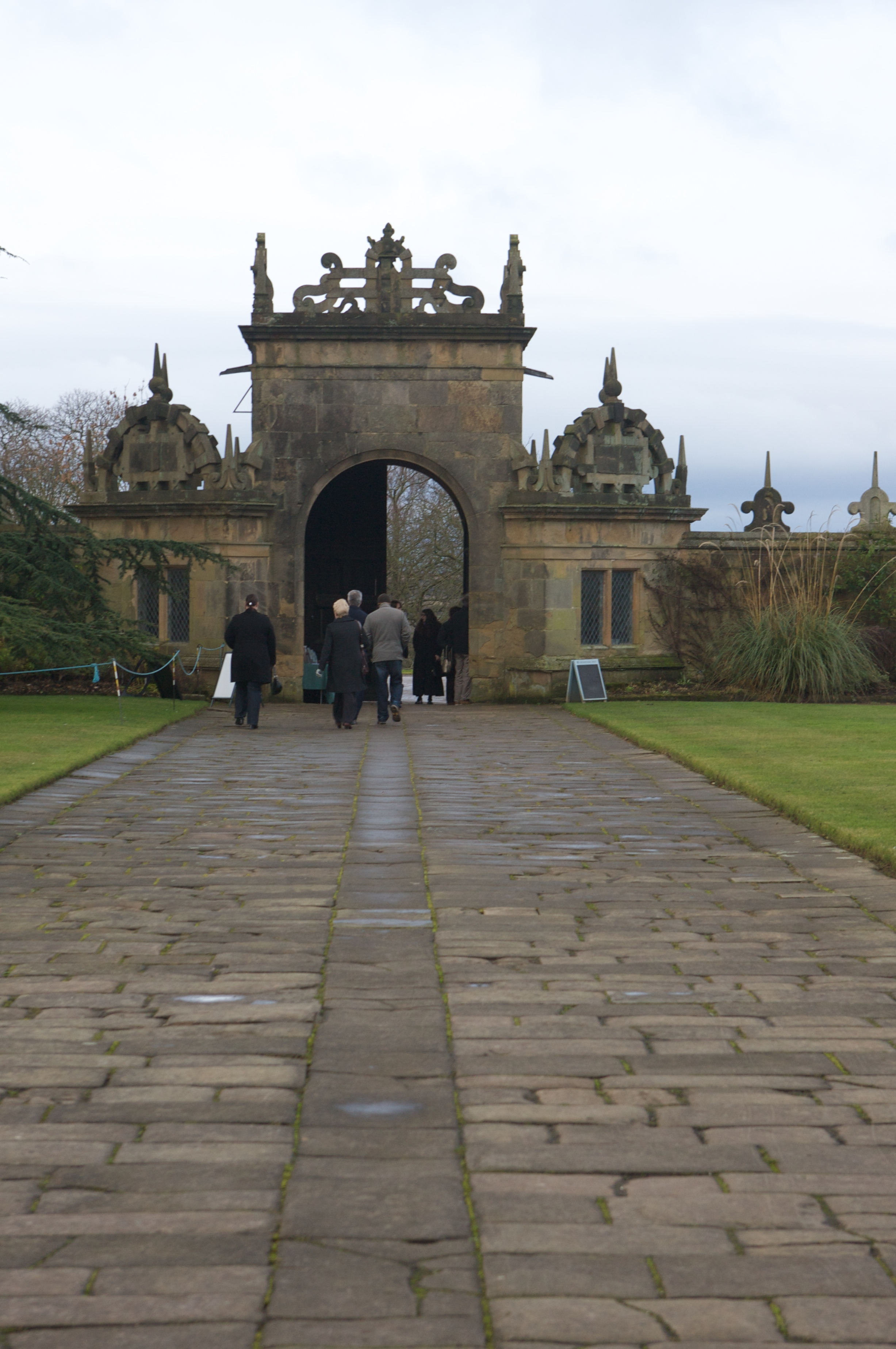
Вхідна брама садиби Хардвік-холл, доба маньєризму
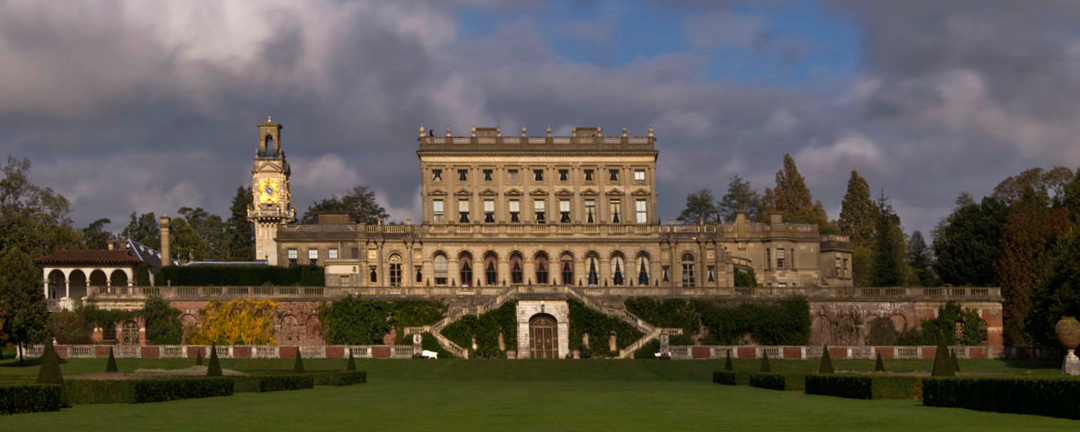
Садиба Клайвден, еклектика, Бекінгемшир
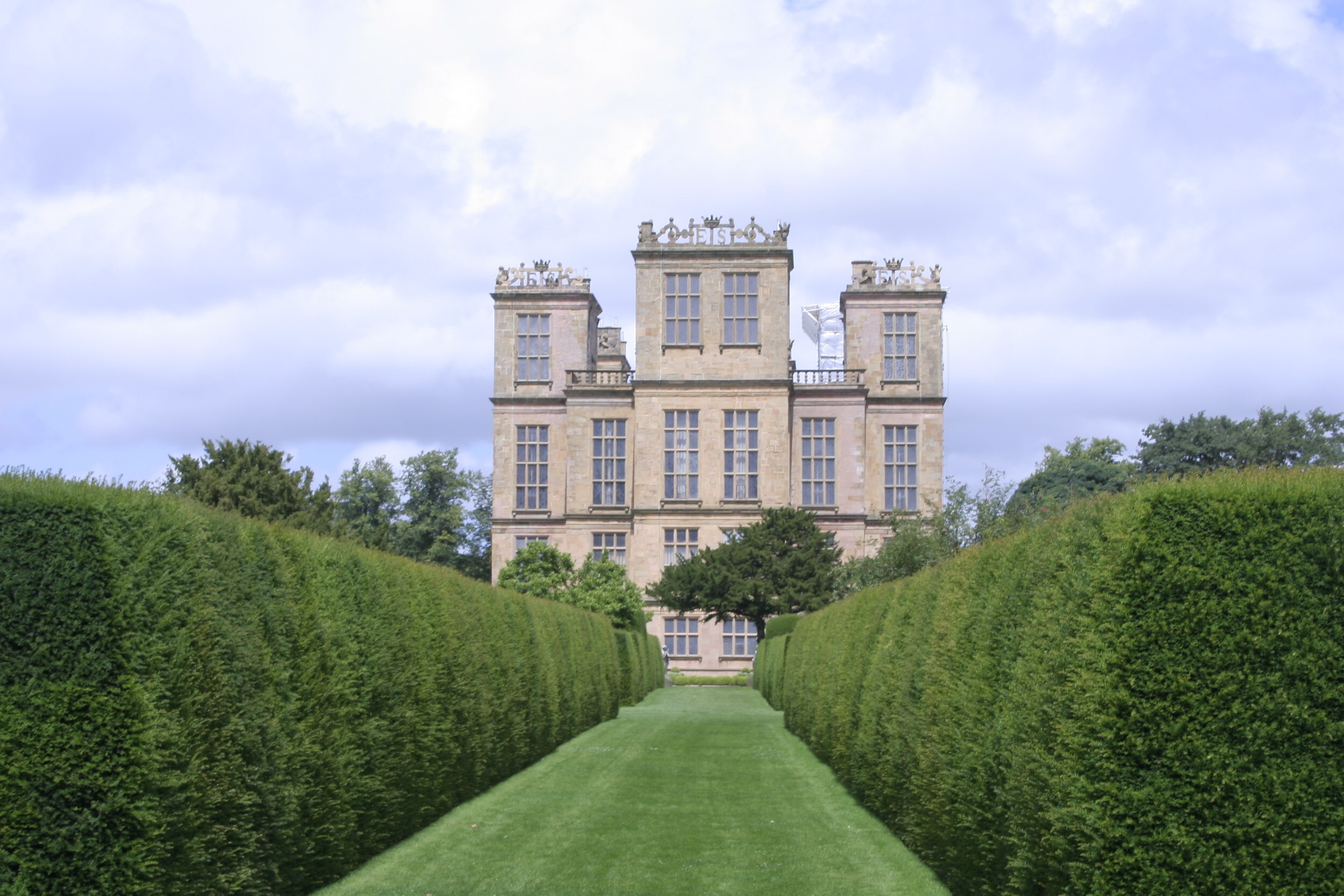
Садовий фасад садиби Хардвік-холл
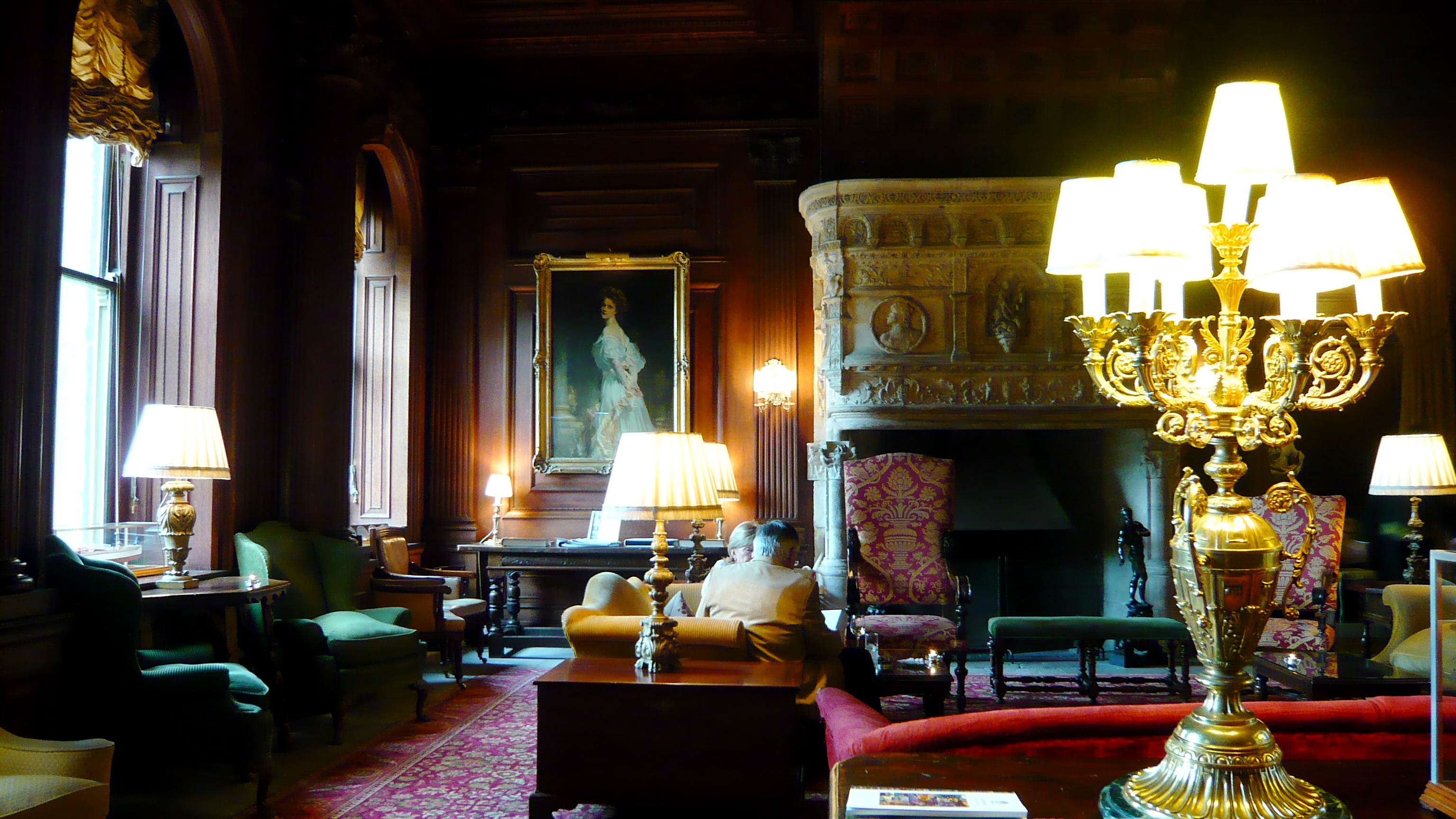
Історичний інтер'єр в садибі Клайвден, еклектика
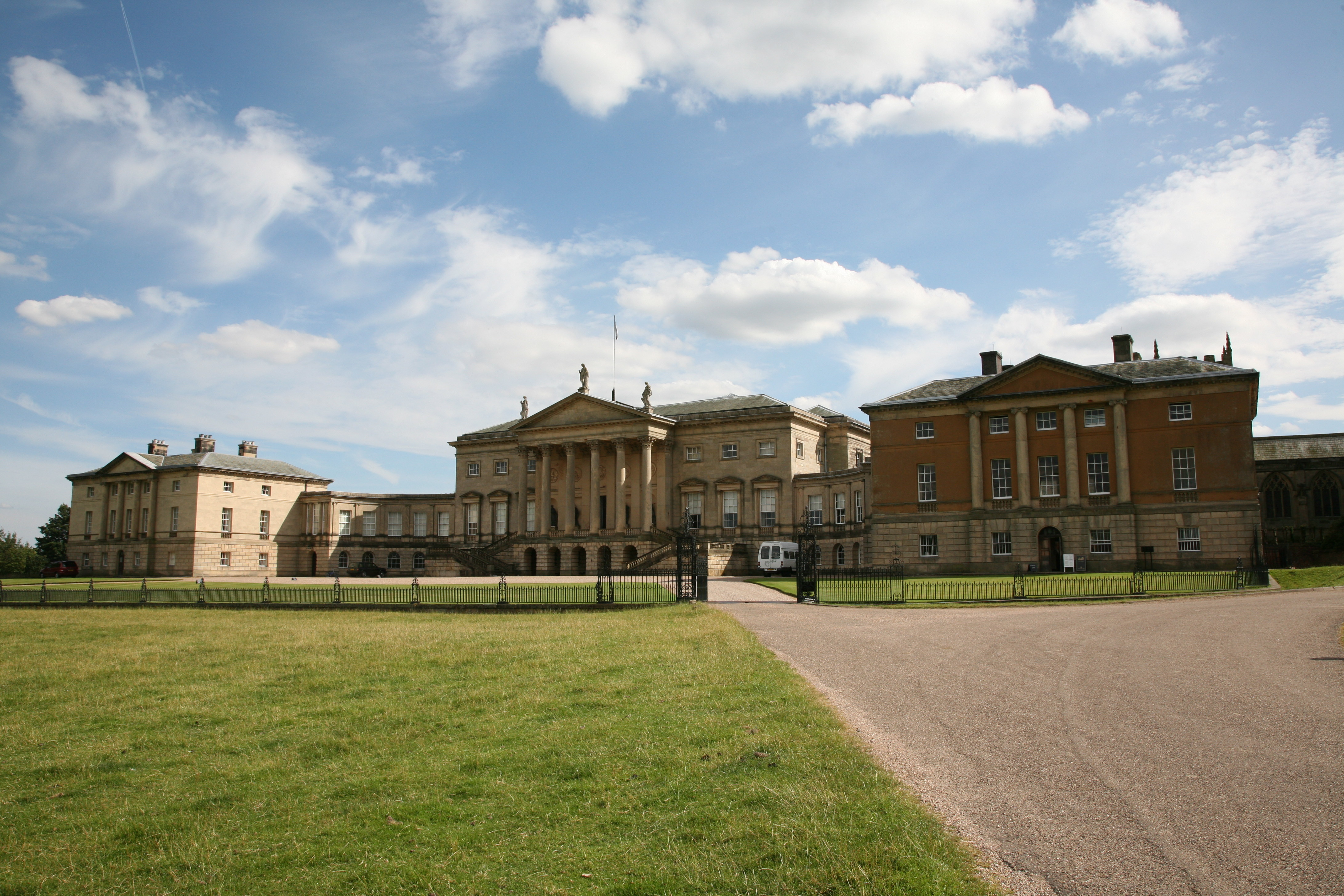
Садиба Кедлстон-холл, палладіанство
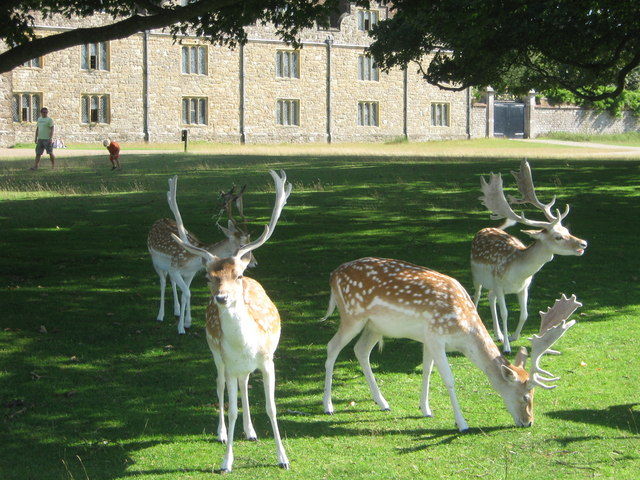
Палац Ноул-хаус, олені в парку
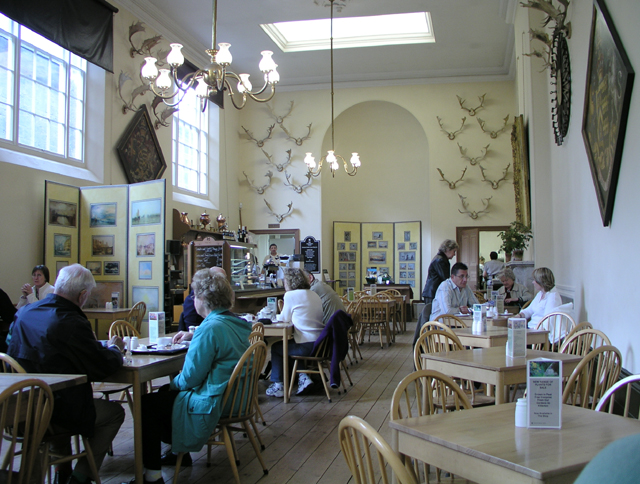
Ресторан в Петуорт-хаус для відвідувачів
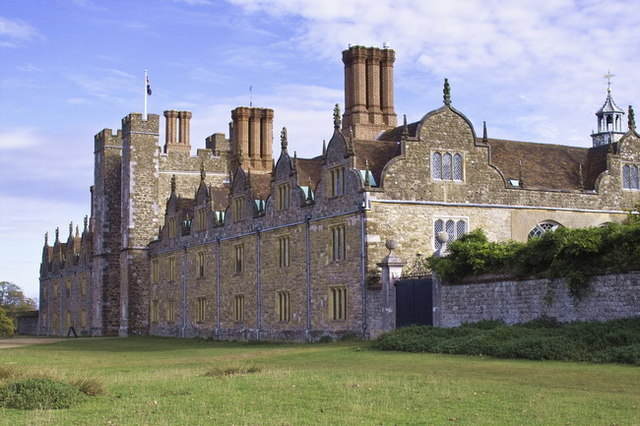
Палац Ноул-хаус, фасад

## Приклади діяльності трасту

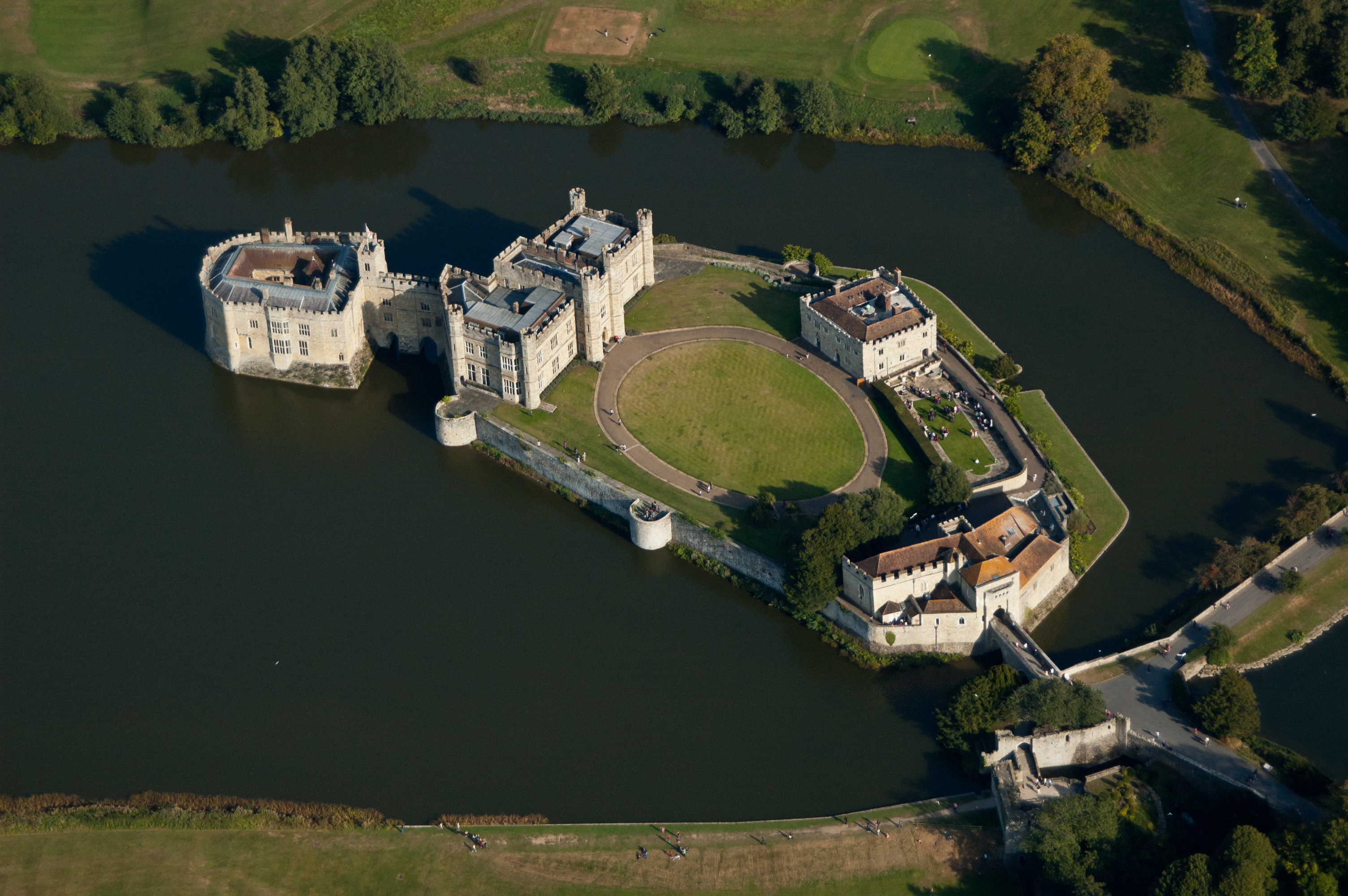
Замок Лідс, загальний вигляд.

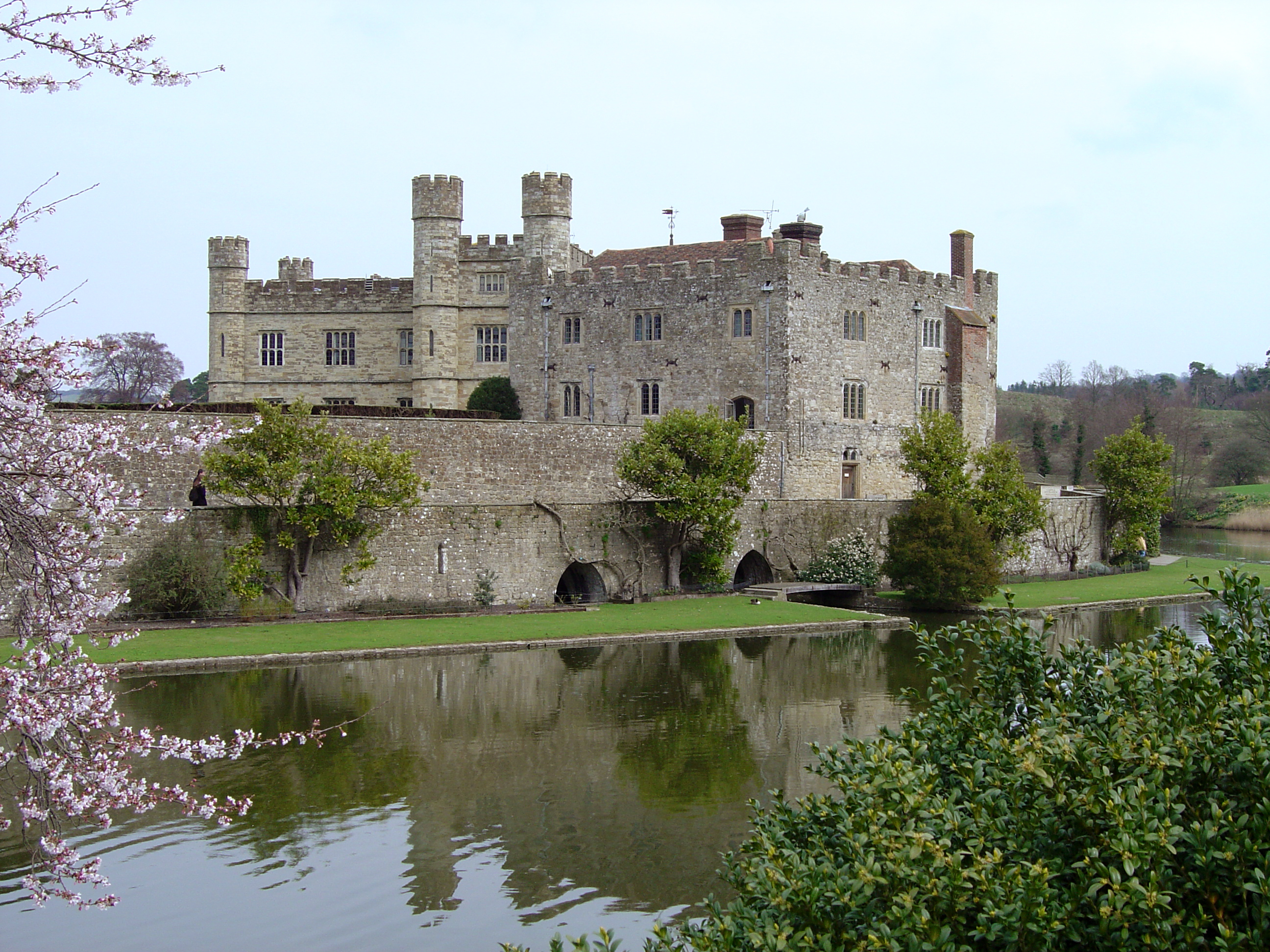
Замок Лідс, Кент.

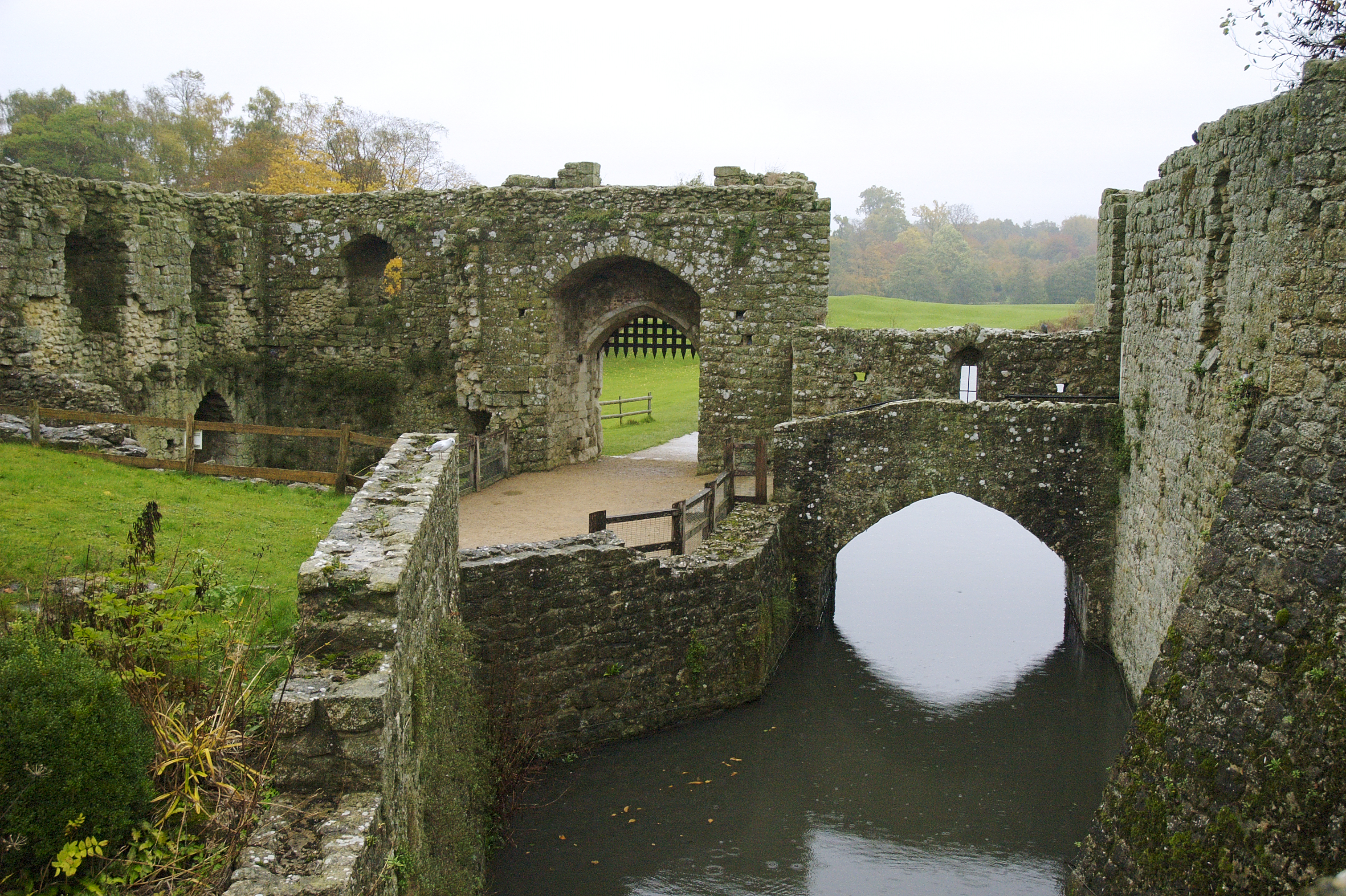
Консервація руїн замку Лідс.

Не сплять і менеджери Національного трасту на роботі. У ХХ столітті до юрисдикції Національного трасту потрапив і замок Лідс (Leeds Castle). Рятувати спустошений замок почала ще володарка леді Олів Бэйлі. Вона наймала дизайнерів і ті декорували зали замку в стилістиці XVI—XVII ст. Поклопоталась вона і про наповнення замкових залів колекціями — тут представлені старовинні меблі, гобелени, китайська порцеляна XVIII століття, живопис, вироби керамічних центрів. Менеджери Національного трасту невпинно створювали сприятливий імідж старому замку. Аби привабити відвідувачів, створили в замковому саду — пташиний зоопарк, ділянки ботанічного саду, навіть музейчик собачих ошийників. Відомості про замок Лідс всіляко поширюють, буклети і рекламні листівки надіслані в більшість лондонських готелів. Адже приміщення замку здають в оренду під проведення зустрічей і конференції за помірну платню. Для членів Національного трасту і відвідувачів працюють сувенірна крамничка та ресторан⁣ — кафе з доволі низькими цінами, аби не відлякувати відвідувачів з середніми прибутками. За всім цим стоїть постійна праця по збереженню національного історичного спадку і опрацьовані методики ревіталізації споруд, не кожна з яких має малюнки Мікеланджело Буонарроті чи картини Тиціана, Гейнсборо, Рейнольдса та Ніколя Пуссена. Привабливими менеджери Національного трасту роблять — не тільки музейні об'єкти.

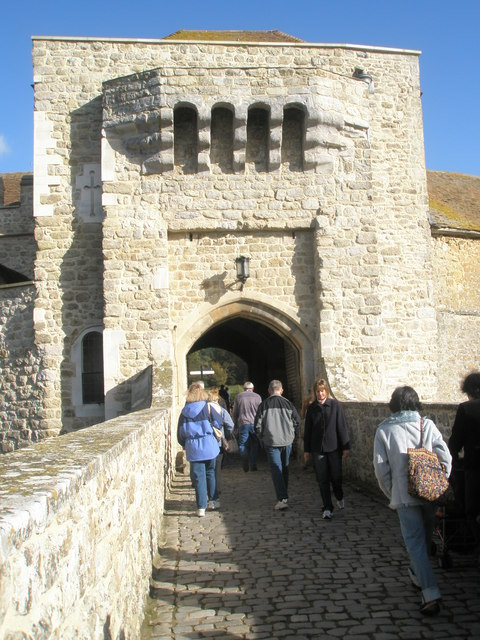
Вхідна брама
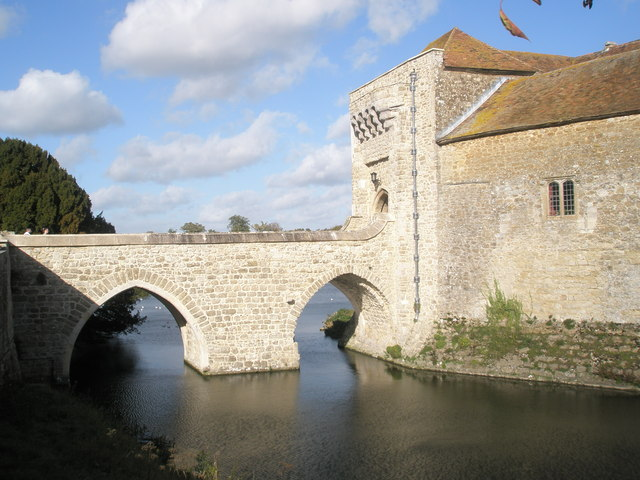
Кам'яний міст до замку Лідс
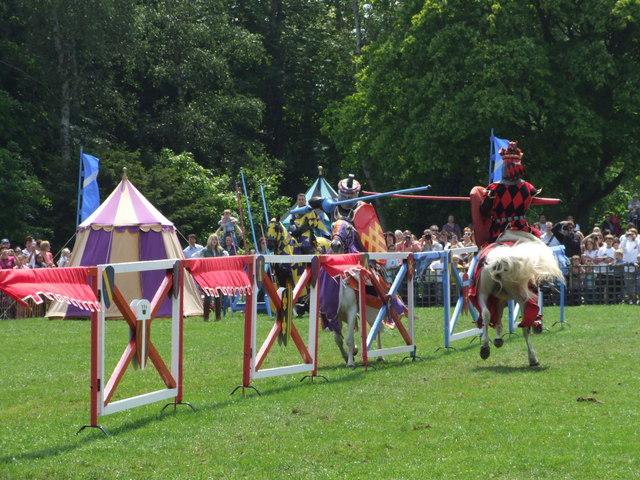
Реконструкція середньовічного турніру в замковому парку Лідса
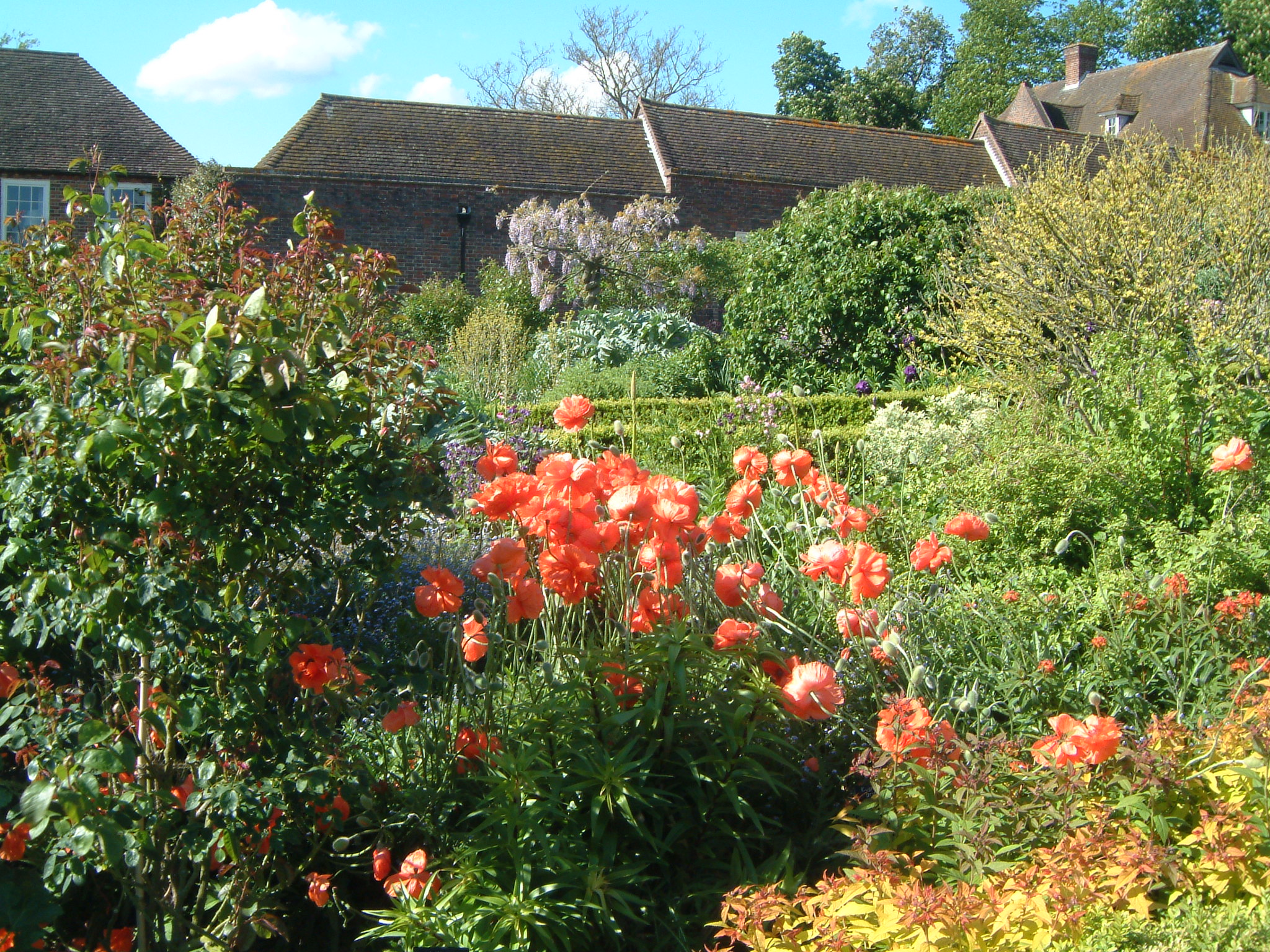
Червоні маки в садку замку Лідс